# Pale Shelter
Pale Shelter è un singolo del gruppo musicale britannico Tears for Fears, pubblicato nel marzo 1982 come primo estratto dal primo album in studio The Hurting.

## Descrizione
Il brano è stato scritto da Roland Orzabal e cantato da Curt Smith.
Il singolo è stato distribuito nel marzo 1982 col nome di "Pale Shelter (You Don't Give Me Love)" (il lato B del disco era la traccia The Prisoner). Una seconda volta è stato distribuito il 18 aprile 1983; stavolta sul lato B vi era We Are Broken, una prima edizione della traccia Broken che compare nell'album Songs from the Big Chair.

## Tracce
7": Mercury / IDEA2 (Regno Unito)
1. Pale Shelter (You Don't Give Me Love) – 3:55
2. The Prisoner – 2:40

12": Mercury / IDEA212 (Regno Unito)
1. Pale Shelter (You Don't Give Me Love) (Extended) – 6:25
2. Pale Shelter (You Don't Give Me Love) – 3:55
3. The Prisoner – 2:40

7": Mercury / IDEA5 (Regno Unito, Irlanda)/ 812 108-7 (Australia, Europa)
1. Pale Shelter (Album Version) – 4:08
2. We Are Broken – 4:03

12": Mercury / IDEA512 (Regno Unito) / 812 108-1 (Europa)
1. Pale Shelter (New Extended Version) – 6:41
2. Pale Shelter (Album Version) – 4:14
3. We Are Broken – 4:03

7": Vertigo / SOV 2328 (Canada)
1. Pale Shelter (Canadian Single Version) – 3:57
2. We Are Broken – 4:03

2x7": Vertigo / SOVD 2328 (Canada)
1. Pale Shelter (Canadian Single Version) – 3:57
2. We Are Broken – 4:03
3. Mad World (World Remix) – 3:30
4. Ideas As Opiates (Single Version) – 3:54

12": Vertigo / SOVX 2328 (Canada)
1. Pale Shelter (You Don't Give Me Love) (Extended) – 6:25
2. We Are Broken – 4:03

## Formazione
- Roland Orzabal - chitarra, sintetizzatori, cori
- Curt Smith - voce, basso
- Ian Stanley - sintetizzatori
- Manny Elias - batteria

## Altri utilizzi
Un campionamento del brano è stato utilizzato nel singolo Secrets di The Weeknd del 2017.